# Robert Schade (Goldschmied)

Robert Schade (1850–1916)

Robert Schade (* 3. März 1850 in Neubrandenburg; † 19. März 1916 in Eutin) war ein deutscher Goldschmiedemeister und als Ratsherr in Eutin, der durch seine Aktivitäten für zahlreiche soziale Einrichtungen sowie die Organisation des Feuerwehrwesen im Fürstentum Lübeck bekannt wurde.

## Leben
Robert Schade wurde 1850 als Sohn eines Maurermeisters in Neubrandenburg geboren, wuchs in bescheidenen Verhältnissen auf und erlernte das Goldschmiedehandwerk, worin er Meister wurde.
Er ließ sich als Goldschmied in Eutin im Fürstentum Lübeck nieder wo er 1877 Emmy Christine Elise Braasch heiratete.
Ab 1895 war er Ratsherr in Eutin – in dieser Position heraus initiierte er die Einrichtung einer Speiseanstalt für Bedürftige Eutiner Bürger, eines Bürgerheimes (Altersheim), eines Kindergartens, die Erweiterung und den Umbau des Eutiner Krankenhauses, dass ab 1903 (mit den Geldmitteln aus einer Schenkung) grundlegend erneuert werden konnte (und sich zum Kreiskrankenhaus Eutin entwickelte) sowie die Einrichtung einer Ausbildungsanstalt für Bauhandwerker.
Er war Vorsitzender der Freiwilligen Feuerwehr in Eutin und Feuerwehrinspektor des Fürstentums Lübeck – in dieser Position gelang ihm die Zusammenfassung der Feuerwehren des Fürstentums Lübeck zu einem einheitlichen Verband des Feuerwehr- und Rettungswesens – die er als Verbandsvorsitzender auf den Stand der Zeit brachte.
Er war Mitglied im Ausschuss zur Errichtung des Kaiser-Wilhelm-Turms in Eutin.
Robert Schade starb 1916 in Eutin.

## Sonstiges

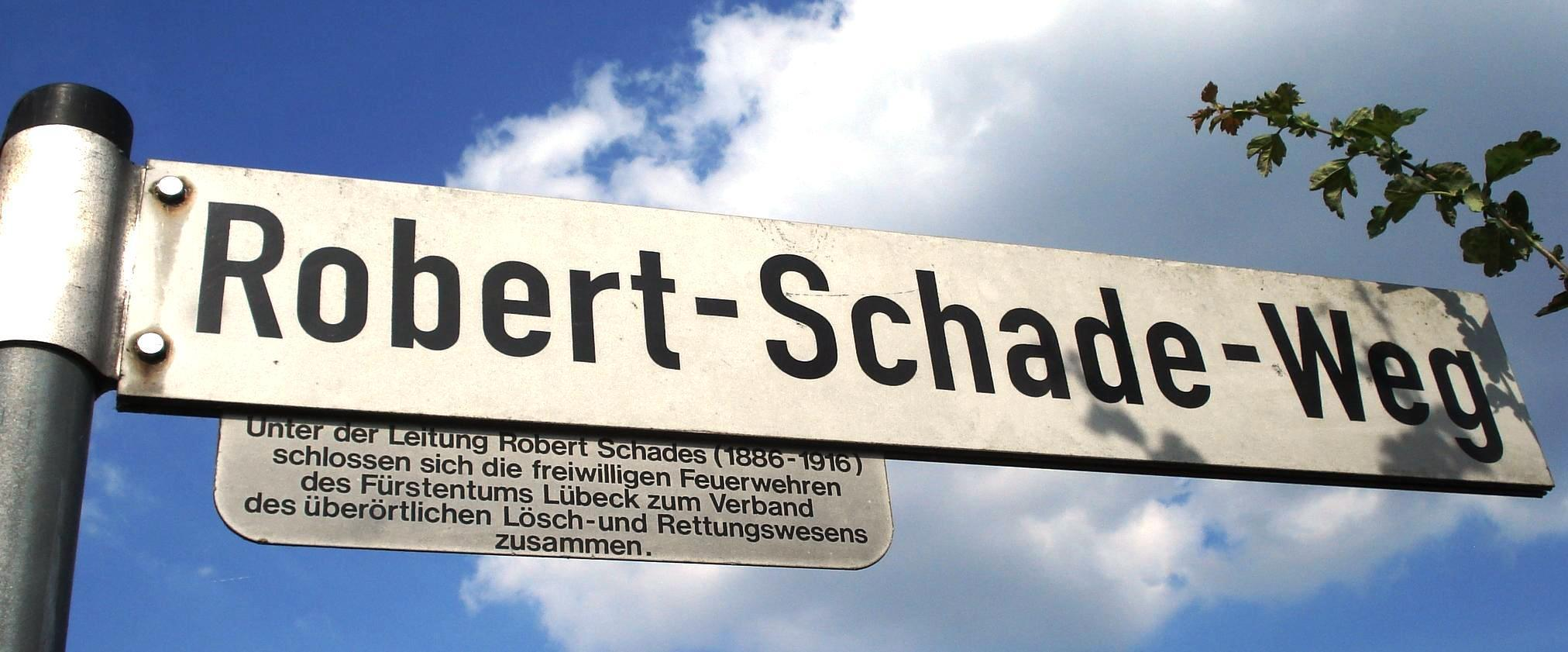
Das Straßenschild „Robert-Schade-Weg“ (mit Zusatzschild) in Bad Schwartau

Nach Robert Schade sind die Robert-Schade-Straße in Eutin und der Robert-Schade-Weg in Bad Schwartau benannt.